# Compagnia di Sant'Antonio Abate
La Compagnia di Sant'Antonio Abate, detta anche Buca in Pinti e Compagnia del Santo Ritiro, è un'antica confraternita fiorentina, ancora oggi esistente, che ha avuto varie sedi tra cui, l'ultima, in via degli Alfani 47.

## Storia

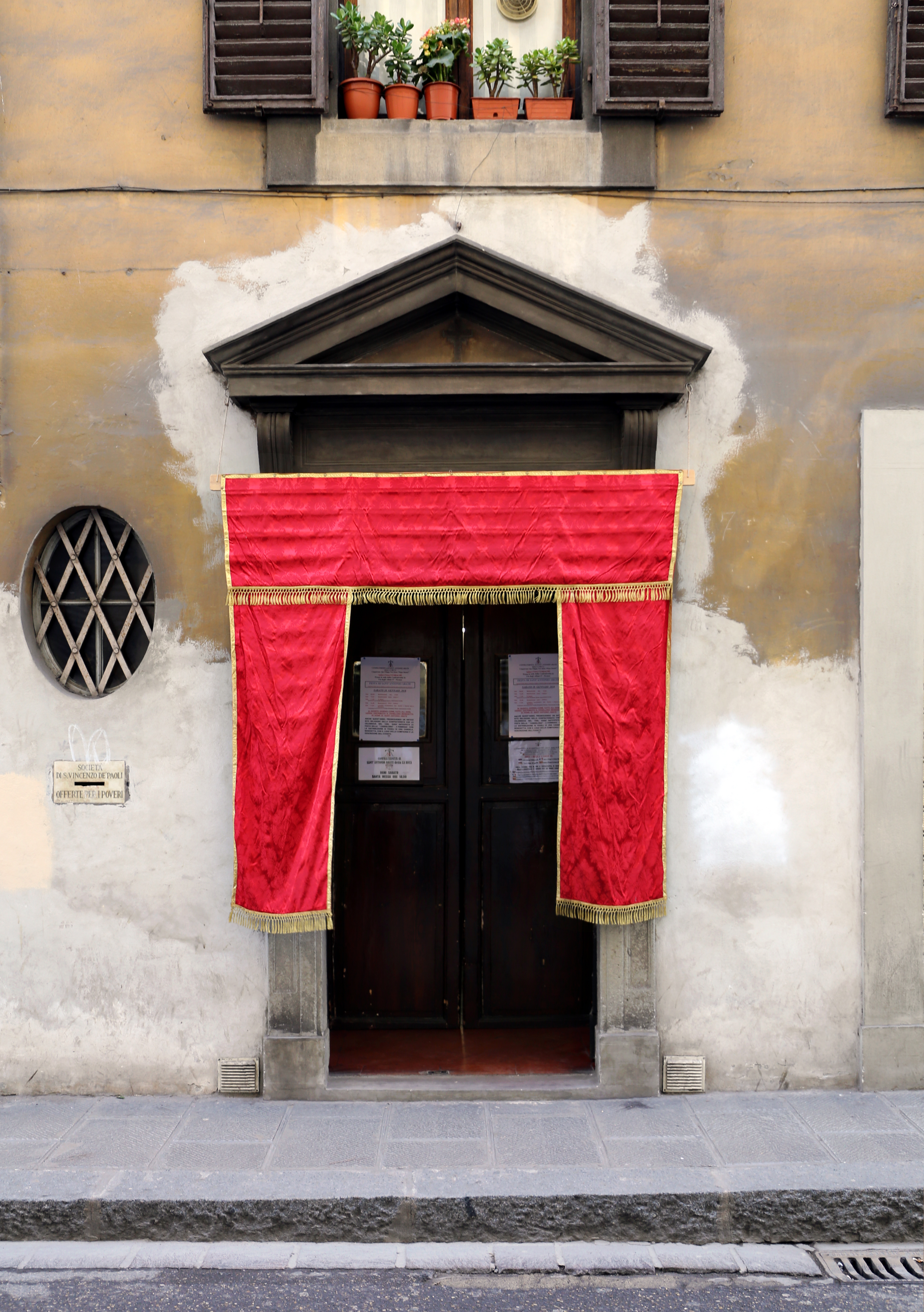
L'entrata attuale in via Alfani, addobbata per la festa di sant'Antonio

La compagnia ebbe origine nell'inverno del 1485, quando dodici patrizi fiorentini decisero di riunirsi per scopi devozionali. La prima sede fu la chiesa di San Cristoforo degli Adimari, a cui poi seguirono la Santissima Annunziata, Borgo Pinti (in un edificio donato da Lorenzo il Magnifico accanto all'attuale chiesa di Santa Maria Maddalena de' Pazzi) e via Alfani.  Il nome di "buca" di Sant'Antonio Abate venne dato all'epoca di Antonino Pierozzi, che chiamò così tutte le confraternite caratterizzate dalla pratica della flagellazione, dalla disciplina e dall'uso di riunirsi in preghiera la notte. Oltre a questa c'erano la Compagnia di San Jacopo del Nicchio in Oltrarno, buca di San Girolamo sulla Costa San Giorgio e la buca di San Paolo Apostolo in via Guelfa.
La compagnia di Sant'Antonio, nel XVII secolo, era detta anche "del Silentio", poiché era vietata la parola senza l'autorizzazione del Governatore. La compagnia aveva un altare nella chiesa di Santa Maria degli Alberighi, poi inglobata in Santa Margherita de' Ricci, adornato da una pala di Francesco Curradi con Gesù che sana lo storpio. Aveva inoltre una sorta di gemellaggio con la confraternita di San Ludovico re di Francia di Ferrara, i cui discopoli potevano partecipare alle adunate fiorentine e viceversa. 
La compagnia fu soppressa da Pietro Leopoldo nel 1785, con tutte le altre di Toscana, ma cinque anni dopo fu ristabilita, al pari di altre importanti istituzioni religiose, con un nuovo decreto che ne valorizzava il numero di iscritti (ben 550) e l'attività. La buca è ancora oggi esistente, con il nome di "Confraternita del Santo Ritiro del Silenzio sotto l'invocazione di Sant'Antonio Abate".

## Organizzazione

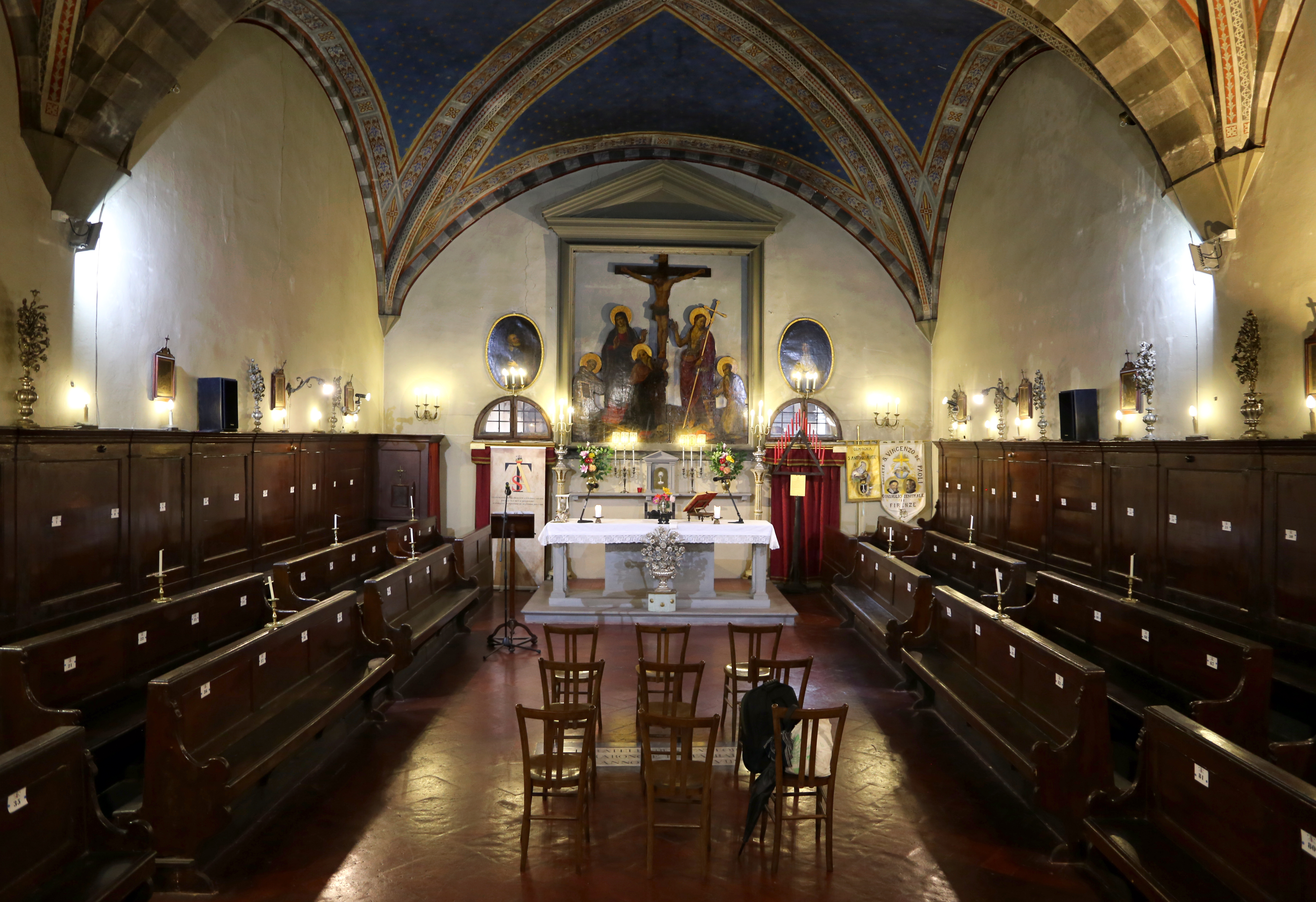
L'attuale oratorio

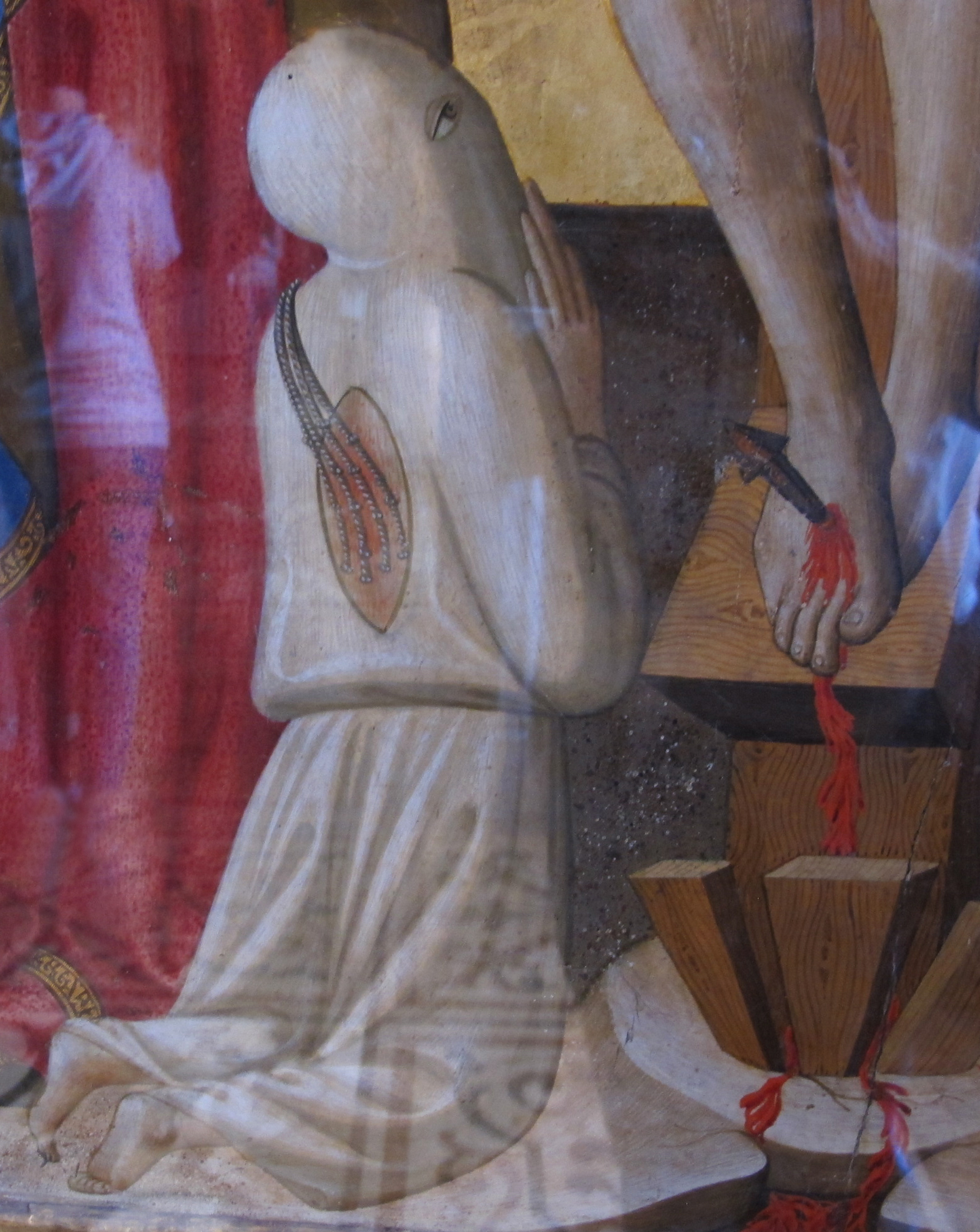
Esempio di flagellante con un abito simile a quello indossato dai confratelli di S. Antonio

Era una confraternita detta "buca", secondo una distinzione lessicale introdotta da sant'Antonino Pierozzi, indicando così quelle notturne e di disciplina. La compagnia di Sant'Antonio prevedeva la penitenza corporale dei confratelli (la "disciplina"), come modo di distacco dal mondo reale ed elevazione verso quello spirituale. Il rituale si svolgeva solitamente ogni sabato sera, indossando lunghe vesti con la buffa (cappuccio che copriva il viso con due fori per gli occhi), dotate di apertura sulla schiena; dopo la pubblica confessione, al preghiera comune e le laudi, iniziavano a percuotesi con fruste di corda e fugattoli individualmente al buio, "lontando dagli occhi del mondo, poiché Dio doveva essere l'unico testimone"; finita la flagellazione riprendeva la preghiera comune, si lavavano le piaghe e ci si recava nel dormitorio per qualche ora di sonno; la mattina seguente, di buon'ora, si tornava all'oratorio per pregare di nuovo assieme ed ascoltare la messa. 
Con grande partecipazione si solennizzava poi il Giovedì santo e la festa di sant'Antonio Abate, il 17 gennaio. Svolgeva inoltre opere di assistenza, soccorso ed elemosina. 
Era retta da un governatore, due consiglieri, un camarlingo-provveditore, due sagrestani, un cerimoniere, tre maestri dei novizi, tre infermieri e tre limosinieri. Nel XVIII secolo era l'unica compagnia fiorentina ad avere ben due direttori. 
Il 17 gennaio di ogni anno viene festeggiato il santo protettore sant'Antonio abate con riti religiosi e distribuzione del piccolo panino benedetto di antica tradizione. In questo stesso giorno 17 gennaio vengono benedetti tutti gli animali portati nella cappella di sant'Antonio abate in via degli Alfani n. 47 di Firenze nel ricordo di sant'Antonio abate protettore di tutti gli animali e di tutte le persone che lavorano con gli animali e con il fuoco.

## Sede

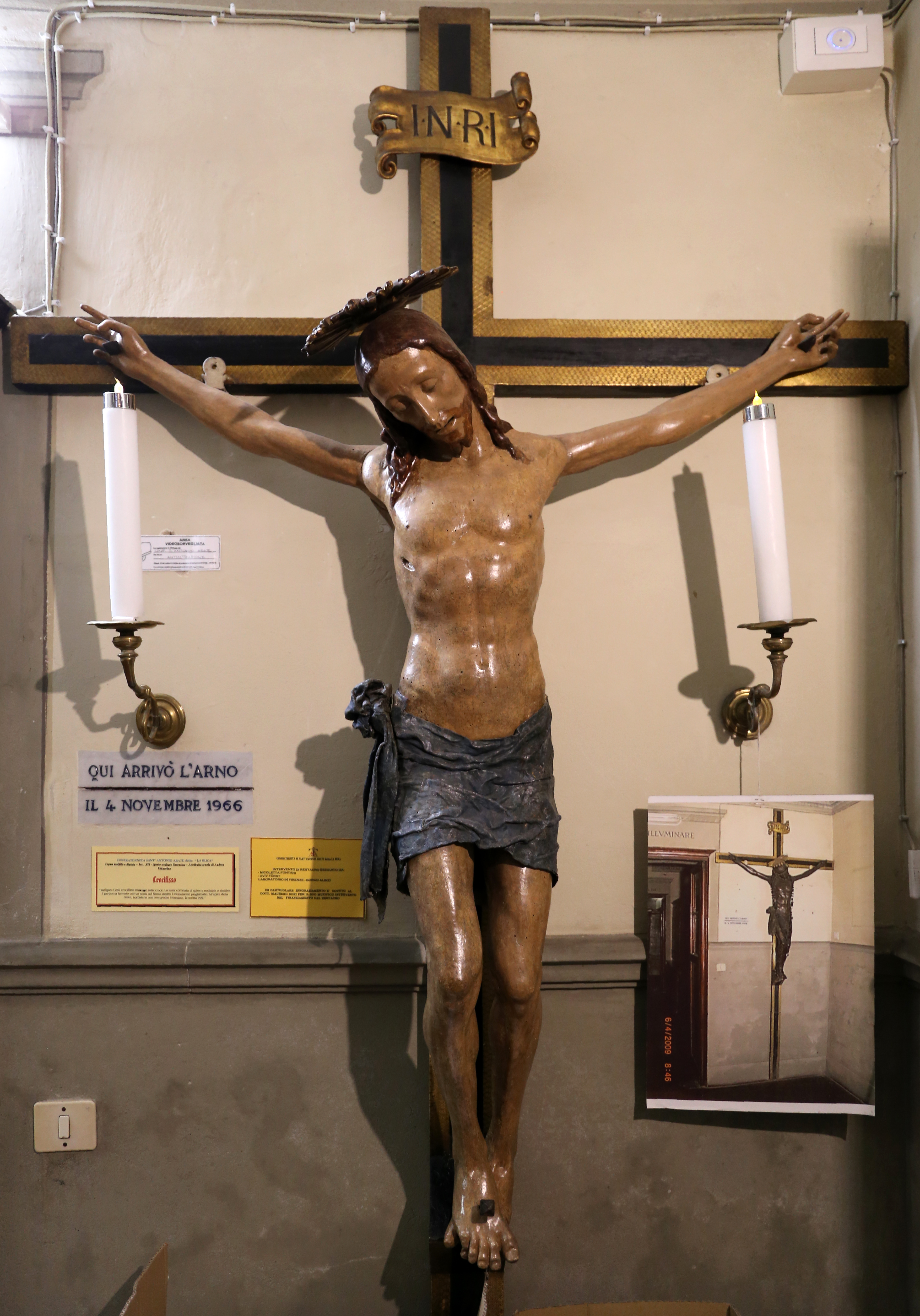
Crocifisso attribuito alla scuola di Andrea Sansovino

La sede attuale si trova in alcuni ambienti già del convento di Santa Maria degli Angeli. In particolare comprende un oratorio grande, già affacciato sul chiostro degli Angeli (oggi gli accessi sono murati), con stalli per i confratelli in legno e all'altare un gruppo sagomato della Crocifissione di Jacopo del Sellaio. Oltre a un oratorio piccolo, la confraternita ha a disposizione alcune stanze in cui è raccolto un piccolo gruppo di opere, solo parzialmente studiate e alcune in attesa di essere restaurate e restituite a una migliore leggibilità. Tra quelle già restaurate un Crocifisso processionale del Cinquecento, riferito alla bottega di Andrea Sansovino; vi si conservano inoltre dipinti dell'Empoli, di Domenico Puligo, di Giovanni del Brina e di Giovan Battista Vanni, un ciclo di lunette di Sante Pacini con le Storie di sant'Antonio, una serie di tavolette con Storie del Battista di Agostino Ciampelli, due tele seicentesche con figure di apostoli, copie da Simone Cantarini.

## Stemma
L'arme della compagnia era nero, con un grande Tau bianco simbolo di sant'Antonio, una A bianca più piccola (di Antonio) e una S rossa ancora più piccola (di "san").